# Église Sophie
L’église Sophie (en suédois Sofia Kyrka) est une des plus importantes églises de Stockholm. Elle doit son nom à l'épouse du roi Oscar II, la reine Sophie de Nassau, et sert la paroisse éponyme qui s'étend sur les quartiers de Södermalm et de Hammarby.

## Histoire
La réalisation de cet imposant édifice est confiée en 1899 à l'architecte Gustaf Hermansson, qui dessine les plans d'une église conçue dans un style inspiré du roman rhénan et bâtie en maçonnerie associant grès rouge et granit rose sombre. En forme de croix grecque, elle est dominée par une flèche octogonale haute de 78 mètres.
Les travaux débutent en 1902 et se terminent en 1906. L'intérieur conserve une fresque monumentale qui couvre une partie des murs de l'abside. Réalisée en 1950 par Hilding Linnqvist, elle reprend des thèmes issus de l'Ancien et du Nouveau testament.
Si la disposition originelle de l'édifice a été totalement repensée lors de travaux de restauration effectués dans le courant des années 1980, l'église conserve néanmoins plusieurs vitraux réalisés par Olle Hjortzberg.

## Situation
Construite à l'est de l'île de Södermalm, sur les hauteurs de Vita Bergen (« montagnes blanches » en suédois) qui s'élèvent là à 46 m d'altitude, l'église est entourée d'un vaste parc et d'un théâtre de verdure d'où sont retransmis des spectacles en plein-air sur les ondes de la télévision ou de la radio suédoises.

## Galerie

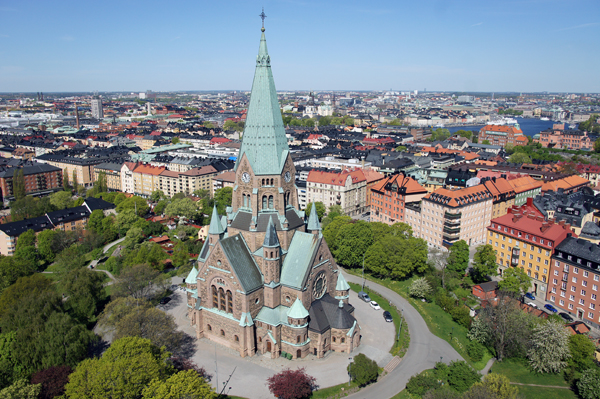
Vue sur l'église Sophie en 2014.
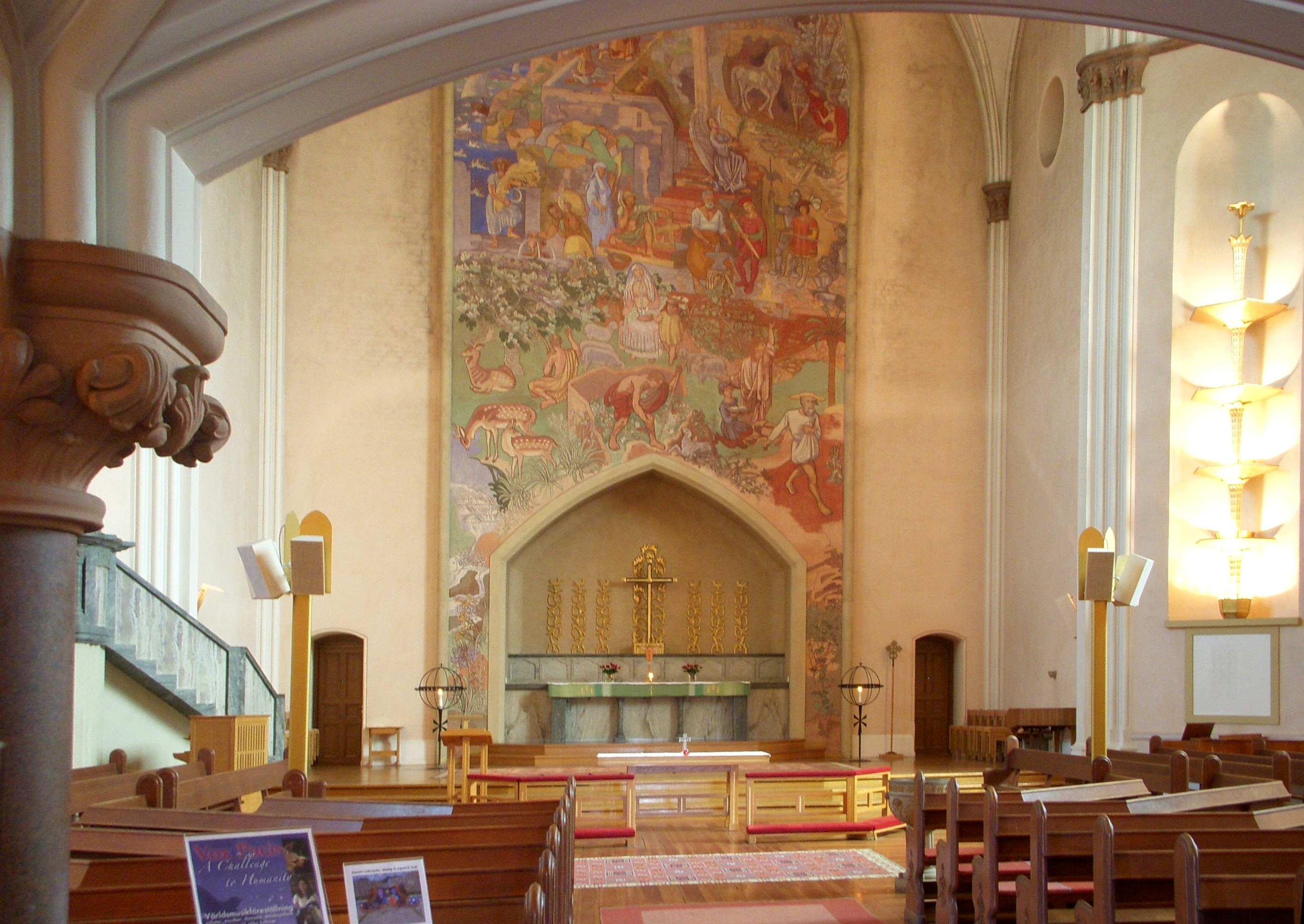
Entrée vers l'autel.
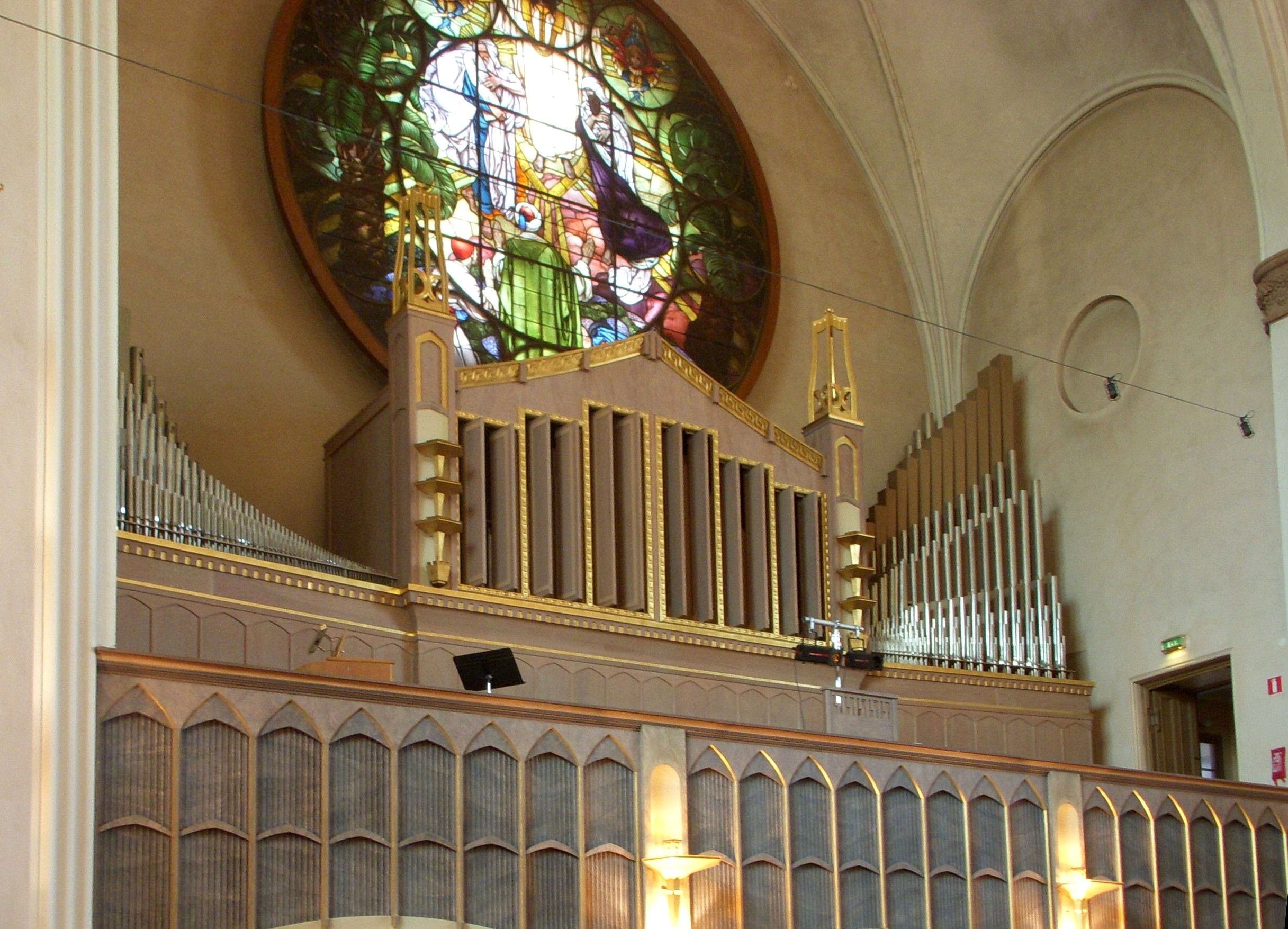
L'orgue.